# 옹기

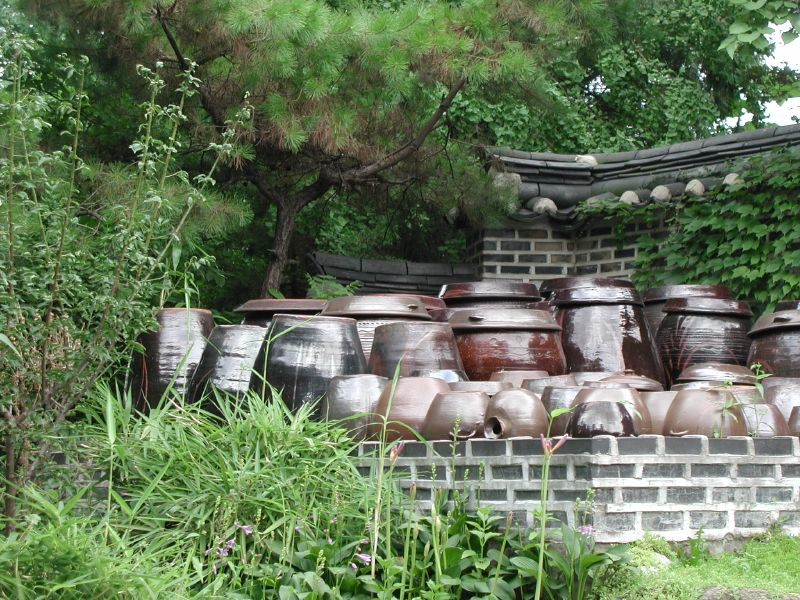
옹기는 질그릇과 오지그릇을 아울러 이르는 말이다.

옹기(甕器)는 질그릇과 오지그릇의 통칭으로서, 보통 가정에서 쓰는 옹기로는 독·항아리·뚝배기·자배기·푼주·동이·방구리 등이 있다. 주로 한국에서 사용되는 그릇이며 간장, 된장, 고추장 등 장류를 저장할 때나 삭힐 때 사용한다. 옹기의 크기는 일정하지 않으며 지역별로 특색에 따라 또는 기후에 따라 다르게 빚고 그 모양도 다양하다. 도자기와 비슷해 보이지만 주로 장식 및 관상용으로 쓰이는 도자기와는 다르게 실생활에서 유용하게 사용했기 때문에 서민적이고 정겨운 분위기를 보이기도 한다. 현대에는 전통방식으로 옹기를 만드는 장인이 많이 줄었기 때문에 무형문화재로 지정된 이들이 있다. 옹기는 농경문화에 정착하며 살아온 우리 민족에게 많은 식량을 저장하기 위한 필요성과 먹거리의 보존기술이 만들어 낸 결정체이다. 옹기는 쌀이나 물 등 음식 보관용과 술과 김치, 장류를 발효시키는 역할을 하는가 하면 굴뚝이나 하수관, 어항 등 여러 가지 용도로 쓰이기도 했다.

## 개요
원래는 질그릇과 오지그릇을 아울러 통칭하는 말이었으나 현대에 이르러서는 오지그릇을 가리키는 말이 되었다. 질그릇은 흙으로 빚어 잿물 없이 구운 도기, 오지그릇은 잿물을 발라 구운 도기이다. 전통적으로 한국인은 옹기를 조미료와 주식·부식물의 저장용구, 주류 발효 도구, 음료수 저장 용구 등으로 사용하였다. 삼국시대부터 만든 옹기는 세계에서 한민족만이 가지는 독특한 음식 저장 용기이다. 옹기점의 시설로서는 토기제작장과 요성장(窯成場)이 있는데, 토기제작장에서는 날그릇을 주로 다루고, 요성장에서는 날그릇을 구워 완전한 그릇을 만들어낸다.
옹기는 그릇의 아래위가 좁고 배가 불룩 나온 모습이다. 한민족(漢民族) 사이에 발생한 한문자인 호(壺)도 바로 항아리의 형상을 본떠서 만들어졌다. 입 · 목부분의 특징에 따라 입큰항아리[廣口壺] · 목긴항아리[長頸壺] · 목짧은항아리[短頸壺]로 나뉜다. 옛날부터 넓은 지역에 걸쳐 써왔으나, 토기 발명 이후 최초로 만들어진 것은 아래보다 위가 약간 벌어진 주발 모양의 옹기뿐이었으며, 항아리가 만들어진 것은 그보다 나중이었다. 인류가 정착하여 농사를 짓기 시작한 신석기시대에 이르러 대략 질그릇 항아리가 만들어졌으며, 역사시대를 거쳐 오늘에 이르기까지 계승되고 있다. 형태는 그 지역, 그 민족에 따라 갖가지 특징을 나타낸다. 흙으로 만든 것 외에 나무로 만든 것, 금 · 은 · 동 등의 금속으로 만든 것, 유리로 만든 것 등 그 재료와 종류가 많다.
옹기의 종류는 무려 250여 종류에 달한다. 고운 흙으로 만든 청자나 백자와는 달리 작은 알갱이가 섞여있는 점토로 만들기 때문에 가마에서 소성될 때 점토가 녹으면서 미세한 숨구멍이 생긴다. 이곳을 통해 공기가 드나든다고 해서 숨 쉬는 그릇이라 부른다. 옹기는 한국의 전통문화와 음식문화를 그대로 간직하고 있다. 우리의 소박한 토속신앙을 보여주기도 하며 옹기의 크기와 모양에 따라 독, 항아리, 중두리, 소래기 등 다양하다. 옹기는 발효음식의 산실이며 장독대는 한국의 음식문화를 상징하는 원형이다. 한국 고유의 삶과 지혜와 멋과 한이 담겨 있다.
황갈색의 유약을 입힌 옹기는 현재까지 15, 16세기의 분청자·백자 가마터에서 발견된 바 없으나 17세기의 철화백자(鐵畵白磁) 가마터인 담양 용연리, 대전 정생동 요지에서 발견되고 있어 임진왜란·병자호란 이후 새로운 사회변화에 따라 종래의 질그릇(도기) 표면에 약토를 입힌 옹기가 만들어지기 시작하였던 것으로 보인다. 이러한 옹기는 18, 19세기를 거치면서 당시 사회의 요구에 따라 국민들의 생활에 급속하게 확산되어 일상생활에 긴요하게 쓰였으며, 지역에 따라 형태나 무늬도 다양하게 발전하였다. 이러한 모습은 19세기 후반 김준근(金俊根)의 풍속도에 그려진 가마가 있는 옹기점과 제작 모습, 파는 모습 등에서 잘 나타나 있다. 20세기 전반 일제강점기에 광명단(光明丹 : 산화연)이 옹기에 쓰이기 시작하였고, 이것이 1960년대 이후 옹기 제작에 널리 사용되었다. 그러나 이렇듯 오랜 역사성을 가진 옹기는 현대에 이르러 생활방식의 변화에 따라 급속히 사라지고 있다.

## 특성
옹기의 특성으로는 통기성·저장성·발효성·경제성, 그리고 쓰임새의 다양성을 들 수 있다.
1. 통기성：높은 온도로 가열됨에 따라 옹기(甕器)의 기벽에 함유되었던 결정수가 빠져나가면서 기공이 생성되어 옹기의 외부와 내부 사이로 공기가 통하게 된다. 그렇기 때문에 옹기는 예부터 숨쉬는 그릇으로 인식되었다[5]
2. 저장성：옹기 기벽의 기공이 내면에 형성된 불순물을 밀어내는 작용을 하게 되어 내용물이 부패하지 않고 장기간 저장할 수 있는 뛰어난 저장능력을 갖고 있다.
3. 발효성：우리 나라 식품의 가장 큰 특징은 발효식품이라는 점인데, 발효식품은 대부분 옹기 안에서 발효 숙성하게 된다. 술독이나 촛병, 젓독 등은 발효를 목적으로 만들어진 용기이다.[6]
4. 경제성：옹기제작에 사용되는 옹기토나 땔감, 유약 등은 우리 주변에서 쉽게 구할 수 있는 것이어서, 옹기는 일반 서민들도 크게 부담되지 않는 싼 가격에 거래되었다. 이러한 경제성으로 인해 옹기는 오래도록 우리의 생활용기로서의 주인 자리를 차지할 수가 있었다.
5. 쓰임새의 다양성：옹기 제품은 식생활 용기가 주류를 이루나, 등잔·화로·요강·재떨이·연적·벼루 등 주생활 용구와 장군·소매귀댕이·병아리물병·쭈꾸미잡이단지 등의 생업용구, 향로·옹관·명기 등의 의례용구, 그리고 타악기의 일종인 부(缶)·옹장구·무르기 등의 악기류에도 쓰였고, 옹기로 기와를 만들어 지붕을 잇기도 하였다.[7]

## 역사

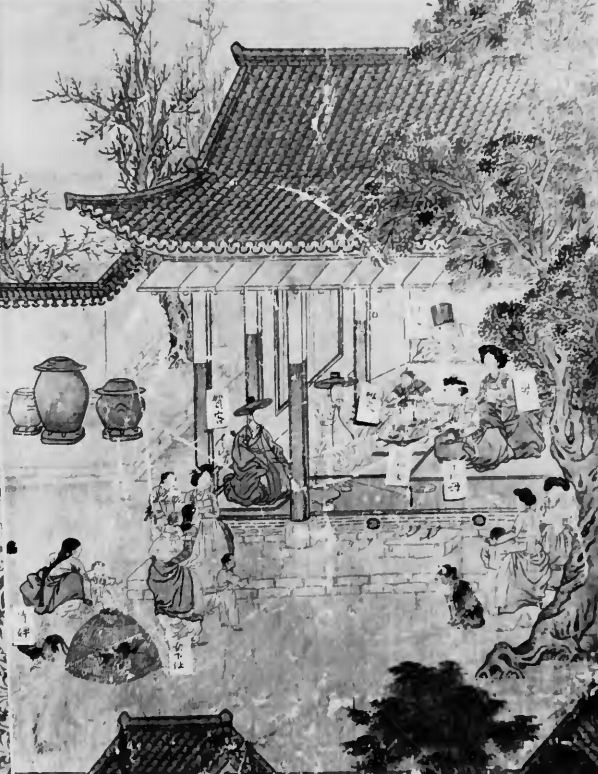
The earliest known painted representations of onggi ware from 1781, in a scene on the panel of A Pictorial Biography of Hong Yi-san, exhibitied at the National Museum of Korea.

옹(甕,瓮)은 ‘독’이라는 우리말의 한자어로서 그릇의 형태를 일컫는 말이다.
독은 선사시대부터 만들어져 음식물을 저장하거나 시신을 넣는 관으로도 사용되어 왔고, 삼국시대에 들어와서는 생활에 더욱 긴요하게 사용되어 고구려의 안악 3호분 고분벽화에 크고 작은 독을 늘어놓은 장면이 있으며, 백제와 신라에서는 쌀이나 술, 기름과 간장, 젓갈 등을 저장하였다는 기록이 있다. 고려시대에는 12세기 전반에 송(宋)나라 서긍(徐兢)이 쓴 ≪선화봉사 고려도경 宣和奉使高麗圖經≫에 따르면, 쌀과 장을 저장하는 용기로 큰독을 사용하였으며, 과일이나 식초, 식수 저장용으로도 쓰였다고 한다. 조선 초기의 ≪경국대전≫에는 봉상시(奉常寺) 등 14개 기관에 옹장(甕匠)이 104명 있고, 각기 조역(助役) 2인이 있다 하였다. 성현(成俔)의 ≪용재총화 慵齋叢話≫에서는 “사람에게 소용되는 것으로 도기(陶器)는 가장 필요한 그릇이다. 지금의 마포, 노량진 등지에서는 진흙 굽는 것을 업으로 삼으며 이는 질그릇 항아리, 독 종류이다”라고 하여 생활용기로서 독의 중요성을 말하고 있다. 이처럼 독은 선사시대부터 생활에 긴요하게 사용되었음을 알 수 있다.

## 종류
옹기의 종류와 그에 따른 쓰임새는 다음과 같다.
- 항아리(장독) : 간장을 저장하는 용기를 말한다. 간장은 동짓달에 메주를 쑤어서 겨울 동안 띄워 두었다가 정월에 담근다.

장독에 고추나 숯, 대추를 넣는 것과 왼새끼를 꼬아 금줄을 치고 솔가지나 버선본을 오려서 붙이는 행위는 예부터 “장맛이 변하면 집안이 망한다”는 속설이 있을 정도였기에 장맛과 관련된 속신적 기원이 담긴 것이다.
금줄은 담근 장에 낄지 모르는 부정을 방지하고자 하는 것이고 솔가지는 항상 푸르기 때문에 장맛이 언제나 변치 말라는 의미이며, 버선본을 거꾸로 붙인 것은 혹 장맛이 변했더라도 다시 본래의 맛으로 돌아오라는 것이다. 또 숯, 고추, 대추 따위를 넣는 것은 숯과 같이 검고 고추처럼 붉고 대추처럼 단맛이 나라는 마음의 표현이었다.
- 물항 : 옛날에는 냇물이나 마을의 공동우물에서 물을 길어다 식수로 사용하였기 때문에 집집마다 물을 저장하는 항아리가 필요하였다. 부엌의 한켠에 세워 두거나 부뚜막의 한 부분을 파서 묻고 사용하였는데, 물항은 대체로 전이 넓은 것이 특징이었다.

- 술항 : 일제가 강점한 이후 술은 관의 허가를 받은 술도가에서만 만들게 함으로써 술항도 이전의 독특한 형태에서 규격화된 것으로 대체되었다.

일반적으로 술도가(양조장)에서 사용한 술항은 술의 용량이나 숙성 정도를 파악할 수 있도록 ‘제(第)·호(號)·석(石)·수(數)·두(斗)·병(幷)·년(年)·월(月)·검정(檢定)’ 등의 문자가 새겨져 있고 간혹 간지(干支)나 술도가의 이름이 나타나기도 한다.
- 쌀항 : 곡식 저장용 용기로서 광이나 대청에 놓고 사용하였다. 옹기는 통기성이나 흡수성이 뛰어나기 때문에 곡식을 다른 데에 넣는 것보다 오랫동안 저장할 수 있다는 장점이 있다. 곡식 저장용기로는 질독(지사독)도 많이 사용하였다.[11]

- 똥항 : 재래식 화장실(칙간)의 바닥을 파고 이를 묻어 분뇨를 저장하던 것으로 이 항아리에 분뇨가 가득 차면 똥장군 등에 퍼담아 밭에 내다 거름으로 이용하였다.

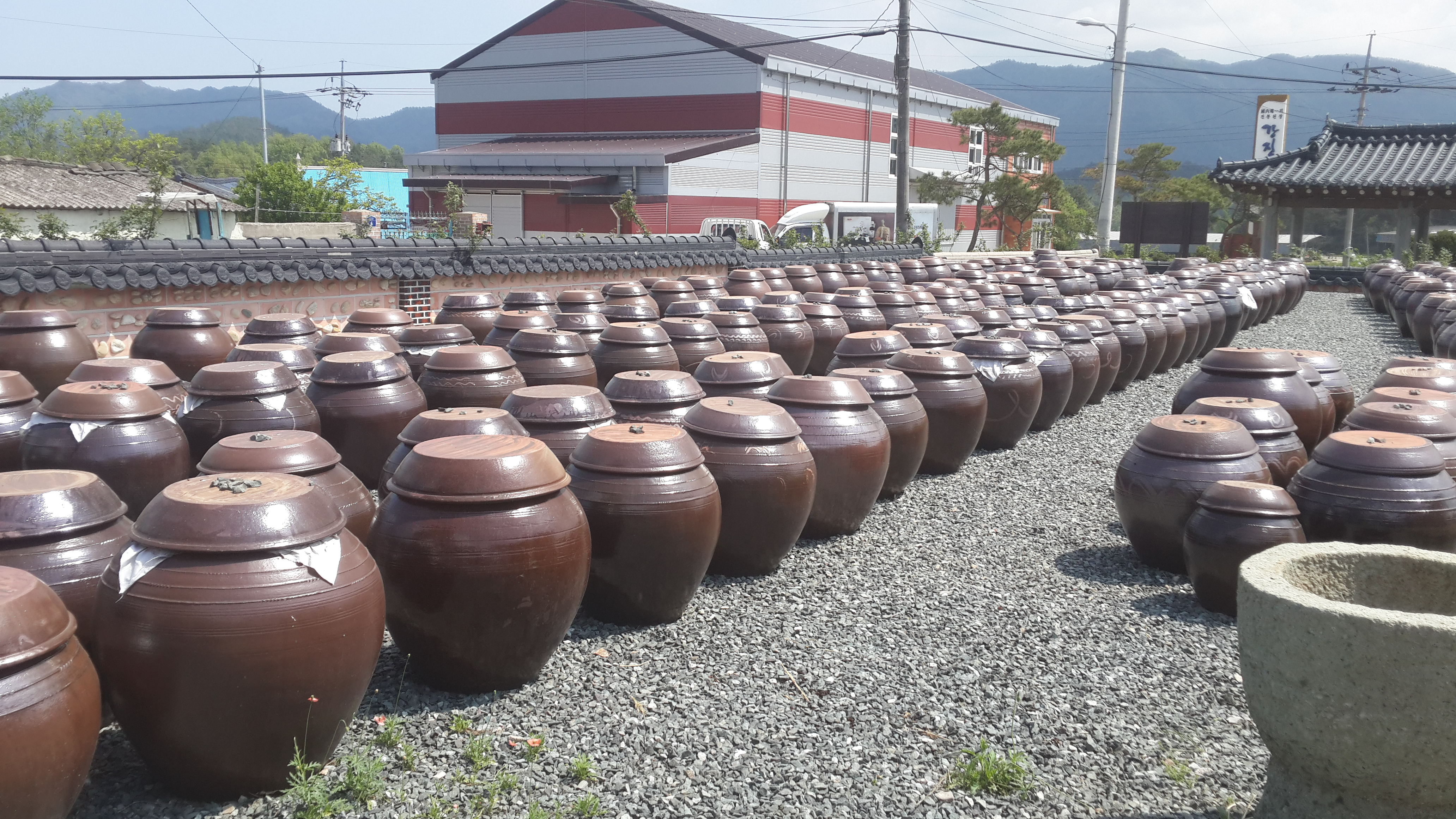
전라남도 강진의 한국 장독대

- 목욕통 : 집집마다 목욕시설이 갖추어 있지 않았던 시절에는 소래기 따위를 사용하여 몸을 씻었는데, 이것은 특별히 제작된 전용 목욕통이다. 어른도 들어앉을 수 있을 정도의 크기에 밑에는 작은 불구멍을 낸 것이 이채롭다. 이처럼 전용 목욕통을 사용하는 것은 부유한 집에서나 가능하였다.

- 시루 : 떡 또는 밥을 찌거나 콩나물을 기르는 데 사용하는 용기이다. 떡시루는 떡이 골고루 익을 수 있도록 키에 비해 폭이 넓고, 콩나물 시루는 키가 크고 폭이 좁다.

- 동이 : 물을 길어 나르는 데 쓰던 용기로 그 형태가 길다란 것과 둥그런 모양이 전형을 이루며 양쪽에 손잡이가 달려 있다는 특징이 있다. 여인네들은 물을 담은 동이에 물이 넘치지 않도록 바가지를 띄우고 머리에는 짚 따위로 엮은 또아리를 얹은 다음 그 위에 물동이를 이었다.[12]

- 청수통이(청수단지) : 매우 작으면서도 양쪽에 손잡이가 달린 특징이 있는 이 용기는 가정 신앙의 하나로 장독대를 관장하는 철륜님께 지성을 드릴 때 사용되던 것이다. 첫 새벽 다른 사람보다 먼저 우물에서 청수단지에 물을 떠다 장독대 위에 짚을 십자(十字)로 깔고 그 위에 올린 뒤 집안의 평안과 가족의 건강 등을 빌었다.

- 소래기 : 지역에 따라 소래, 소라, 비래, 비치라고도 불리는 소래기는 집안 대사 때에 조리용구로 많은 양의 채소류를 씻거나 절일 때, 또는 목욕통이나 커다란 항아리의 뚜껑 등으로 대용되는 등 다용도로 쓰였다. 입지름이 밑지름보다 훨씬 크다는 특징이 있다.

- 널박지 : 낮은 키에 옆으로 넓게 퍼진 용기로 채소를 씻거나 빨래감 등을 담는데 많이 사용되었다.

- 옴박지 : 널적지보다 작은 용기로 옴배기, 옹배기라고도 불린다. 주로 쌀이나 보리, 깨 등을 씻거나 설거지를 하는 데에 많이 쓰였고 민간신앙의 한 형태로 집안에서 동티잡이를 하는 경우에 이용되기도 하였다.

- 촛병 : 어깨에 주구(注口)를 달아 액체를 따를 수 있도록 만들어진 식초를 넣는 용기이다. 술 지게미나 맛이 변한 술을 넣고 나무나 짚으로 주둥이를 막은 뒤 부뚜막의 한켠에 놓았다가 발효시켜 사용하였다. 초가 변질되려고 할 경우에는 ‘예(禮)를 맞춘다’고 하여 누룩 3덩이, 밥 3숟가락, 불 붙은 깜부기숯 3개를 촛병 안에 넣기도 하였다.

- 좀도리 : 식량을 아끼기 위한 것으로 밥을 하기 위해 펴낸 곡식을 한 움큼씩 덜어서 담아 놓던 용기이다.

- 자라병 : 모양이 자라와 비슷하다 하여 이름이 붙여진 자라병은 주로 야외에 나들이 갈 때 술 등을 넣던 병으로 지승(한지를 꼬아서 만듦.)으로 병을 얽어 어깨에 멜 수 있도록 병의 양 옆에 실을 꿸 수 있는 작은 구멍이 나 있다.[13]

- 귀때단지 : 귀때동이 라고도 불리는 이 용기는 주로 액체를 주둥이가 작은 병에 따르는 데 편리하도록 귀때를 붙였다.

- 확독 : 곡식이나 고추를 갈 때에 사용하던 용기로 그릇 내면을 유약을 바르지 않고 굴곡이 있도록 만들었다.

- 젓동이 : 어패류를 소금에 절여 장기간 저장하던 용기로 배에 싣고 다니면서 사용하던 배항이라는 커다란 독에서 젓조쟁이라고 하는 작은 것까지 크기가 다양하다.

- 뚜껑류 : 옹기 뚜껑은 그 모양에 따라 이름이 다양하다. 투구의 형태에 중앙에 꽃봉오리 모양을 장식한 왕뚜껑, 사다리꼴 모양의 바데기뚜껑, 중앙이 살짝 들리고 유약을 입힌 중뚜껑, 유약을 입히지 않고 평범한 모양인 송뚜껑이 있다. 대개 곡식이나 물항 등은 옹기로 뚜껑을 하지 않고 나무판이나 짚을 엮어서 사용하였다.

- 질화로 : 질(진흙)로 만들어진 화로로서 방안에서 사용하던 용기이다. 부엌에서 불을 땐 뒤 짚불을 여기에 담고 재를 다독거릴 수 있는 부손이나 인두를 꽂아 방에 들여놓았다.

- 귀댕이 : 일명 소매구댕이라고도 불리는 이 용기는 인분을 담아 거름을 주는 데 사용하던 것이다.

- 장군 : 술이나 간장, 분뇨, 물 등을 담아 나르는 용기로 담긴 내용물에 따라 술장군, 똥장군, 물장군 등으로 불린다. 똥장군의 경우, 집안의 똥항에 분뇨가 가득 차면 이를 퍼서 장군에 붓고, 분뇨가 담긴 장군을 지게에 지고 밭에 내다가 구덩이에 부어 거름으로 이용하였다.[14][15][16][17]

## 제작 방법
철분이 많은 찰흙으로 만드는데, 먼저 그릇 만들 흙을 물 속에 넣고 휘저어 모래나 불순물을 가려낸다. 그런 다음 받아둔 고운 앙금에서 물이 빠지면 그릇을 빚어 햇볕에 말린다. 말린 날그릇을 다시 햇볕에 말리고 잿물을 먹인 다음, 또 한 번 말린다. 날그릇에 바르는 유약은 잿물통에 철분이 섞인 흙과 나뭇재를 비슷하게 섞어 넣고 고루 저은 다음, 체에 쳐서 걸러낸다. 날그릇에 유약을 먹인 다음에는 몸통에 난초나 풀 무늬를 그려 충분히 말린 다음, 가마에서 구워 완성한다.
옹기를 만드는 과정은, 먼저 흙을 반죽해서 응달에 약간 말린 뒤 떡매로 쳐서 벽돌 모양으로 만들고, 바닥에 쳐서 판자 모양의 타래미로 만든다. 이를 ‘판장질’이라고 한다. 그 다음 타래미를 물레 위에 올려 놓고 방망이로 다림질(다듬는 일)을 한다. 옹기의 모양은 물레의 속도, 손놀림에 따라 결정된다. 이렇게 만드는 옹기가 플라스틱 ·스테인리스 그릇의 등장으로 1960년대 말부터 점점 쇠퇴하여 질그릇 문화가 사라질 위기에 처하자, 문화부에서는 옹기보호책으로 1989년 5월 옹기인간문화재를 지정하였고, 1990년 옹기장(옹기 만드는 기술자)을 중요무형문화재 제96호로 지정하였다.
- 토기
  - 피토스 (Pithos)
- 옹성 (건축)
- 홍콩 샤텅허우 산(沙塘口山) - 이 산의 다른 명칭이 엉쾅 주(甕缸洲)이다.
- 장독대

## 같이 보기
- 국립민속박물관
- 울산옹기축제
- 외고산 옹기마을
- 한국의 도자기